# Saison 2004 de la Ligue canadienne de football
Navigation
2003 2005
2004 est la 47e saison de la Ligue canadienne de football et la 121e saison depuis la fondation de la Canadian Rugby Football Union en 1884.

## Classements
| Clt   | Équipe                 | PJ | V  | D  | N | BP  | BC  | Pts |
| ----- | ---------------------- | -- | -- | -- | - | --- | --- | --- |
| +001, | Alouettes de Montréal  | 18 | 14 | 4  | 0 | 584 | 371 | 28  |
| +002, | Argonauts de Toronto   | 18 | 10 | 7  | 1 | 422 | 414 | 21  |
| +003, | Tiger-Cats de Hamilton | 18 | 9  | 8  | 1 | 455 | 542 | 19  |
| +004, | Renegades d'Ottawa     | 18 | 5  | 13 | 0 | 401 | 560 | 10  |

| Clt   | Équipe                           | PJ | V  | D  | N | BP  | BC  | Pts |
| ----- | -------------------------------- | -- | -- | -- | - | --- | --- | --- |
| +001, | Lions de la Colombie-Britannique | 18 | 13 | 5  | 0 | 584 | 436 | 26  |
| +002, | Eskimos d'Edmonton               | 18 | 9  | 9  | 0 | 532 | 472 | 18  |
| +003, | Roughriders de la Saskatchewan   | 18 | 9  | 9  | 0 | 476 | 444 | 18  |
| +004, | Blue Bombers de Winnipeg         | 18 | 7  | 11 | 0 | 448 | 507 | 14  |
| +005, | Stampeders de Calgary            | 18 | 4  | 14 | 0 | 396 | 552 | 8   |

## Séries éliminatoires

### Demi-finale de la division Ouest
- 7 novembre : Roughriders de la Saskatchewan 14 - Eskimos d'Edmonton 6

### Finale de la division Ouest
- 14 novembre : Roughriders de la Saskatchewan 25 - Lions de la Colombie-Britannique 27 prol.

### Demi-finale de la division Est
- 5 novembre : Tiger-Cats de Hamilton 6 - Argonauts de Toronto 24

### Finale de la division Est
- 14 novembre : Argonauts de Toronto 26 - Alouettes de Montréal 18

### 92ecoupe Grey
- 21 novembre : Les Argonauts de Toronto gagnent 27-19 contre les Lions de la Colombie-Britannique au Stade Frank-Clair à Ottawa (Ontario).

## Honneurs individuels
- Joueur par excellence : Casey Printers (QA), Lions de la Colombie-Britannique
- Joueur défensif par excellence : Anwar Stewart (AD), Alouettes de Montréal
- Joueur de ligne offensive par excellence : Gene Makowsky (LO), Roughriders de la Saskatchewan
- Joueur canadien par excellence : Jason Clermont (en) (DI), Lions de la Colombie-Britannique
- Recrue par excellence : Nik Lewis (en) (RÉ), Stampeders de Calgary
- Joueur des unités spéciales par excellence : Keith Stokes (SRB), Blue Bombers de Winnipeg